# العربي بناني
العربي بناني (بالفرنسية: Larbi Bennani)‏ (وُلِد في 15 أكتوبر 1930، فاس - توفي في 19 يناير 2022، الدار البيضاء) وهو كاتب سيناريو ومخرج سينمائي مغربي.

## السيرة الذاتية
تخرج العربي بناني من معهد الدراسات العليا السينمائية بباريس عام 1954، وسنة 1957 كان أول من نظم تدريب لتكوين الأطر الأولى المغربية، وقد اشتغل لما يزيد عن عشر سنوات ما بين 1959 و1969 بالمركز السينمائي المغربي وتقلد عدة مناصب فيها، وقد أسس سنة شركة للإنتاج تحت اسم كوسينامو في 1970، وشركة Unfilm عام 1976، وكان قد وشحه الملك الحسن الثاني بوسام الرضى.

## الأعمال

### أفلام شارك فيها
في رصيد المخرج عدة أشرطة قصيرة ووثائقية كما شارك في عدة إنتاجات دولية منها:
- 1956 : عودة الانتصار.
- 1960 : من أجل لقمة عيش.
- 1961 : شاعر جائل في مراكش.
- 1962 : مسيرة الزمن.
- 1963 : لياي الأندلسية.
- 1964 : طريق الإجازة.
- 1967 : القرويين.
- 1968 : الريف، أرض الأسطورة والراحة.
- 1975 : فاس، مدينة الرجال.

## أفلام أخرجها
- 1968 : عندما تثمر النخيل.
- 1972 : أحلام الأندلس.
- 1995 : المقاوم المجهول.

## وصلات خارجية
- العربي بناني على موقع IMDb (الإنجليزية)
- العربي بناني على موقع ألو سيني (الفرنسية)
- العربي بناني على موقع قاعدة بيانات الفيلم (الإنجليزية)
- العربي بناني على موقع كينوبويسك (الروسية)